# Iscador
Iscador är ett fermenterat vattenextrakt från den europeiska misteln Viscum album, som används inom den antroposofiska medicinen vid behandling av cancer. Den föreslogs först av Rudolf Steiner och utvecklades av antroposofiska forskare. Iscador är ett godkänt läkemedel i Sverige men dess användning är omdiskuterad.
Olika former av mistelmedel används i Centraleuropa, där upp till två tredjedelar av alla behandlingar av cancerpatienter inkluderar mistelmedel, i Nederländerna och i Storbritannien. Behandlingen har godkänts som palliativ terapi vid behandling av maligna tumörer i Tyskland. I USA är den bara godkänd för användning i kliniska studier och ett flertal kliniska studier har utvärderat dess effektivitet. De flesta studier visar att medlet saknar effekt på själva tumören och inte påverkar överlevnad.
Omkring 30 typer av mistelmedel används kliniskt, det mest använda är Iscador. Normalt förekommer inga allvarliga sidoeffekter vid mistelbehandling  men då behandling sker palliativt kan ev reaktioner vara svåra att upptäcka. Rapporterade mindre sidoeffekter vid injektioner omfattar rodnad, smärta och i ett fåtal fall subkutana inflammationer. Anafylaktisk chock har dokumenterats i ett fall.